# Space Shanty
Space Shanty é o único álbum de estúdio da banda inglesa Khan, lançado em 1972. O Khan tinha entre seus membros dois dos maiores expoentes da chamada cena Canterbury: Steve Hillage e Dave Stewart - ambos já haviam trabalhado juntos no Uriel, banda que deu origem ao Egg. 
A sonoridade de Space Shanty é tipíca das bandas da cena Canterbury, ou seja, várias influências de jazz, desde as composições até os metódos de improviso, aliadas à psicodelia. Como diferencial, o Khan traz uma proximidade maior com o space rock, criando um som vagamente similar ao que o Gong começaria a fazer quando recebesse Hillage entre seus membros.
O álbum até hoje é um marco na história do rock progressivo, considerado por muitos um disco essencial, o que lhe provê uma grande procura.

## Faixas
1. "Space Shanty" — 8:59
2. "Stranded" — 6:35
3. "Mixed Up Man of the Mountains" — 7:14
4. "Driving to Amsterdam" — 9:22
5. "Stargazers" — 5:32
6. "Hollow Stone" — 8:16

## Músicos
- Steve Hillage - guitarras, vocal
- Nick Greenwood - baixo, vocal
- Eric Peachy - bateria
- Dave Stewart - órgão, piano, skyceleste, marimbas.